# Autonomní územně správní jednotka se zvláštním statusem Podněstří

Podněstří na mapě Moldavska

Autonomní územně správní jednotka se zvláštním statusem Podněstří (moldavsky: Unitatea teritorială autonomă cu statut juridic special Transnistria, rusky: Автономное территориальное образование с особым статусом Приднестровье, ukrajinsky: Автономне територіальне утворення з особливим правовим статусом Придністров'я) je správní jednotka Moldavské republiky nacházející se na levém břehu Dněstru. Zahrnuje území mezinárodně neuznané Podněsterské moldavské republiky, nad kterým nemají moldavské orgány kontrolu. Z pohledu mezinárodního práva se však jedná o integrální součást Moldavska. Správní jednotka byla zřízena Zákonem o zvláštním statusu sídel na levém břehu Dněstru z roku 2005. Existence je však zcela formální. I podněsterské obce, které jsou pod kontrolou Moldavska, jsou přiřazeny přímo k moldavským okresům.